# 金博尔 (南达科他州)
金博尔（英語：Kimball），是美国南达科他州下属的一座城市。根据2010年美国人口普查，该市有人口707人。论人口在本州排行第87。